# بيفيميلان
بيفيميلان أو ألنرت أو سيليبورت أو هيدروكلوريك البيفيميلان هو مضاد للاكتئاب ومُنشط لوظايف الدماغ يُستخدم على نطاق واسع في علاج مرضى احتشاء الدماغ وأعراض الاكتئاب في اليابان، كما يُستخدم في علاج خرف الشيخوخة كذلك. كما يبدو أنه مفيد في علاج الجلوكوما. يعمل بيفيميلان كمثبط أكسيداز أحادي الأمين(MAOI) لكلا المتماثلين، مع تثبيط تنافسي (قابل للعكس) لأكسيداز أحادي الأمين أ (K i = 4.20 μ M) (مما يجعله مثبطًا غير قابل للانعكاس لأكسيداز أحادي الأمين ب (K i = 46.0 μ M)، ويعمل أيضًا (بشكل ضعيف) كمثبط لإعادة امتصاص النورإبينيفرين. ويتميز هذا الدواء بآثاره المنشطة للذهن، وآثاره الوقائية للخلايا العصبية، وآثاره المضادة للاكتئاب في النماذج الحيوانية، ويبدو أنه يعزز النظام الكوليني في المخ.